# Alberto Malagugini
Alberto Malagugini (Pavia, 19 agosto 1915 – Milano, 21 marzo 1988) è stato un politico e avvocato italiano.

## Biografia
Figlio di Alcide Malagugini, è avvocato. Venne eletto alla Camera dei deputati nelle liste del Partito Comunista Italiano nel 1968, venendo poi confermato anche alle elezioni del 1972 e a quelle del 1976. Si dimette da deputato nel gennaio 1977 quando viene eletto giudice della Corte costituzionale, carica che manterrà fino al 1986.
Muore il 21 marzo 1988 all'età di 72 anni.